# أوريل أنتونا
أوريل أنتونا (بالإسبانية: Uriel Antuna)‏ (21 أغسطس 1997 في المكسيك - ) هو لاعب كرة قدم مكسيكي في مركز الوسط. لعب مع نادي غرونينغن.

## وصلات خارجية
- أوريل أنتونا على موقع الاتحاد الدولي (مؤرشف)  (الإنجليزية)
- أوريل أنتونا على موقع الدوري الأمريكي (الإنجليزية)
- أوريل أنتونا على موقع قاعدة بيانات كرة القدم.إي يو (الإنجليزية)
- أوريل أنتونا على موقع ناشيونال فوتبول تيمز (الإنجليزية)
- أوريل أنتونا على موقع Soccerway.com (الإنجليزية)
- أوريل أنتونا على موقع عالم كرة القدم.نت (الإنجليزية)
- أوريل أنتونا على موقع أوليمبيديا (الإنجليزية)
- أوريل أنتونا على موقع AS.com (الإسبانية)